# Seth (jméno)
Seth je mužské biblické rodné jméno, (hebrejsky שֵׁת, Šet) a vykládá se jako „jmenovaný, umístěný“. Ve Stárem zákoně Šét byl třetí syn Adama a Evy – předek celého národa. Seth je také řecké jméno egyptského boha Sutecha, znamená "sloup", popřípadě lesk. Seth byl zlý bůh chaosu a pouště, bratr Usirův.

## Známí nositelé jména
- Seth Green – americký herec
- Seth MacFarlane – americký tvůrce Griffinových
- Seth Adkins – americký herec
- Seth Rogen – americký herec a scenárista
- Seth Meyers – americký herec
- Seth Ward – britský matematik, astronom a biskup.
- Seth Morrison - americký kytarista skupiny Skillet